# 스콧 로런스
스콧 로런스(Scott Lawrence, 1963년 9월 27일 ~ )는 미국의 배우이다.

## 출연 작품

### 영화
- 악령의 퍼스트 파워 (1990)
- 루비 (1992, Ruby)
- 천사의 침묵 (1993)
- 타임캅 (1994)
- 배스킷 히어로 (1996)
- 터뷸런스 (1997)
- 언터쳐블 가이 (1997)
- 클로버필드 (2008)
- 아바타 (2009)
- 소셜 네트워크 (2010)
- 호스트 (2013)
- 스타트렉 다크니스 (2013)
- 인투 더 스톰 (2014)
- 대니 콜린스 (2014)
- 이퀄스 (2015)
- 닥터 델 (2016, Dr. Del)
- 스투버 (2019)

### 텔레비전
- 머피 브라운 (1989)
- 그로잉 페인즈 (1991)
- 광속인간 샘 (1993)
- 로앤오더 (1996)
- 웨스트 윙 (2001)
- 스타 트렉: 보이저 (2001)
- 뉴욕경찰 24시 (2001)
- JAG (2001-05)
- 아메리칸 대드! (2009)
- 멘탈리스트 (2009)
- 24 (2009-10)
- 아메리칸 호러 스토리 (2011)
- 피어 더 워킹 데드 (2015)
- 렉티파이 (2016)
- 리전 (2017)
- 슈츠 (2017)
- 미스터 메르세데스 (2017-18)
- 스타워즈 저항군 (2018-20)
- 믿을 수 없는 이야기 (2019)

### 비디오 게임
- 스타워즈: 갤럭틱 배틀 그라운드 (2001)
- 스타워즈: 배틀프론트 2 (2005)
- 마피아 III (2016)
- 톰 클랜시의 디비전 2 (2019)
- 스타워즈 제다이: 오더의 몰락 (2019)